# Sinclair Research
Sinclair Research Ltd. ist der Name einer von Sir Clive Sinclair gegründeten britischen Firma. Sinclair Research Ltd. wurde 1962 als Sinclair Radionics gegründet, um Radios und Taschenrechner zu verkaufen.

## Firmengeschichte
Die ersten Jahre waren durch die Entwicklung und den Verkauf von miniaturisierten Radio- und Fernsehgeräten geprägt. Der erste Taschenfernseher Sinclair Microvision ging auf eine Entwicklung von Radionics zurück, wurde aber nie in größeren Stückzahlen gefertigt.
Während der 1970er Jahre verlagerte Sinclair seine Fertigung und Entwicklung auf preisgünstige Taschenrechner. 1972 präsentierte Sinclair den ersten schlanken Taschenrechner der Welt, den Sinclair Executive.
Nach einigem Erfolg mit den Taschenrechnern sowie digitalen Armbanduhren und Kombinationen von beidem, jeweils mit LED-Anzeige, nannte Sinclair seine Firma Science of Cambridge Ltd, um im Juni 1978 seinen ersten echten Computer, den MK 14, herauszubringen.
Der Erfolg der Firma Sinclair auf dem Gebiet der Heimcomputer begann 1979 mit der Entwicklung des Sinclair Sinclair ZX80 und mit dem ein Jahr später präsentierten Sinclair ZX81.
Die Rechner bestanden teilweise aus nur vier integrierten Bausteinen. Bastler konnten sich die ersten Rechner aus Teilesätzen sogar selbst zusammensetzen. Der einfache Aufbau bedingte eine kostengünstige Produktion und damit auch einen guten Verkaufspreis, Sinclair erreichte am zunächst leeren Markt eine gute Verbreitung. Qualitätsprobleme und technische Mängel gehörten zu den Schattenseiten der Firma, hinzu kamen weitere technische Eigenheiten wie etwa eine mehrfach belegte Folien- oder Gummitastatur und die bekannten, verschleißanfälligen ZX-Microdrive-Steckmodule.
Die Modelle des Spectrum wurden weltweit in verschiedenen mehr oder minder kompatiblen Formen nachproduziert. Bekannt sind vor allem die Timex-Modelle aus den Vereinigten Staaten sowie die „inoffiziellen Nachbaumodelle“ aus der UdSSR, der DDR und Südamerika. Kleinere Produktionen fanden sich in Asien und Portugal.
Aus einem zukünftigen Rechner mit dem Projektnamen LOKI wurde nichts. Das Projekt wurde gestoppt, nachdem die Rechnersparte 1986 von Sinclair an Amstrad verkauft worden war. LOKI sollte ein direkter Konkurrent zum Commodore Amiga werden. Das letzte wirklich neue Modell war der 1984 herausgebrachte Sinclair QL, der schon mit der modernen CPU von Motorola (68008) ausgestattet war.
Wie Sir Clive später bei einer Gelegenheit betonte, war der Erfolg der frühen Computer und die notwendige (wenn auch nicht erreichte) Kompatibilität ein wesentliches Hindernis bei der Weiterentwicklung.
Sinclair Research Ltd. existiert noch heute und entwickelt und vermarktet vor allem Fortbewegungsgeräte.

## Computermodelle

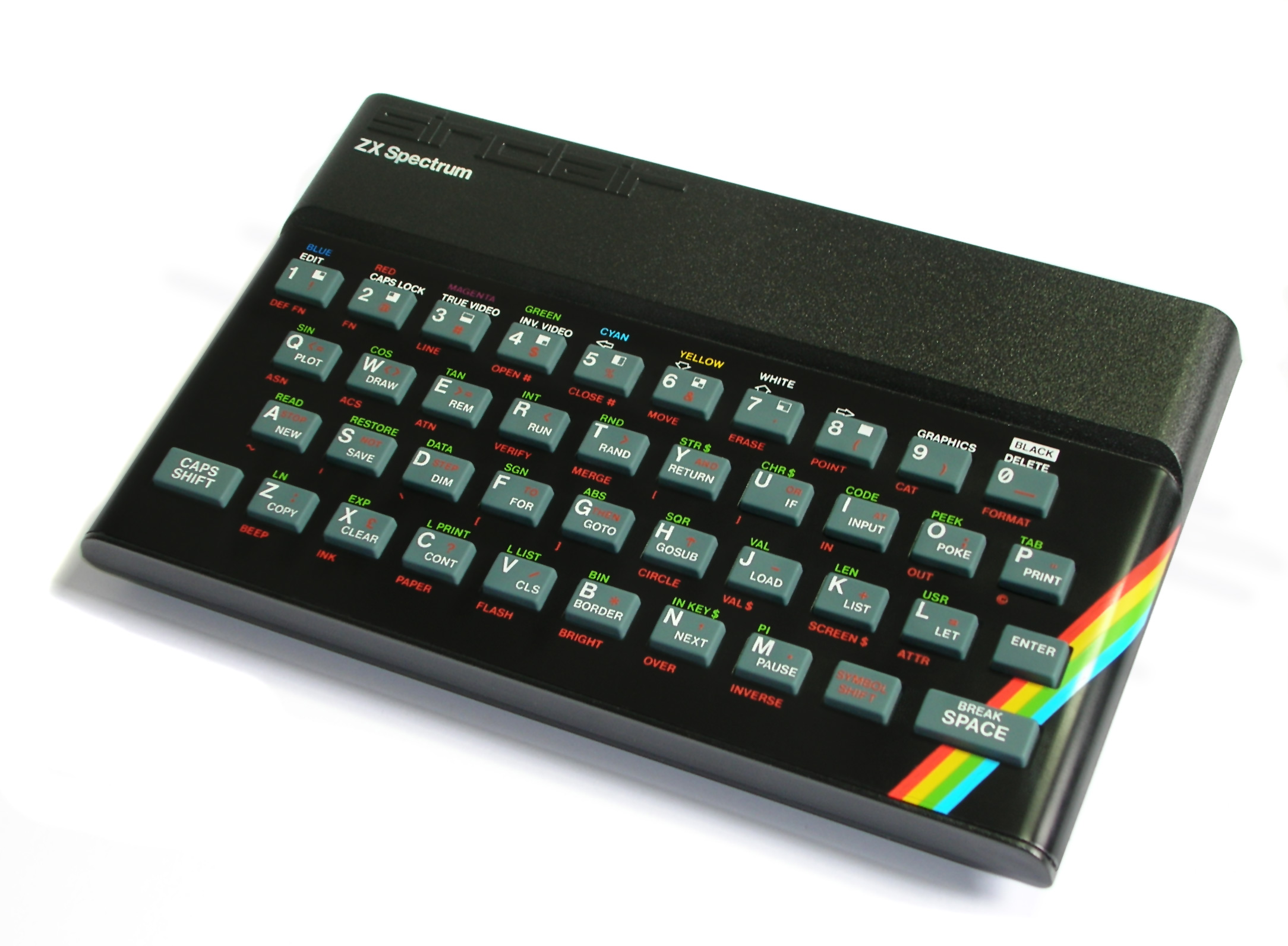
ZX Spectrum (1982)

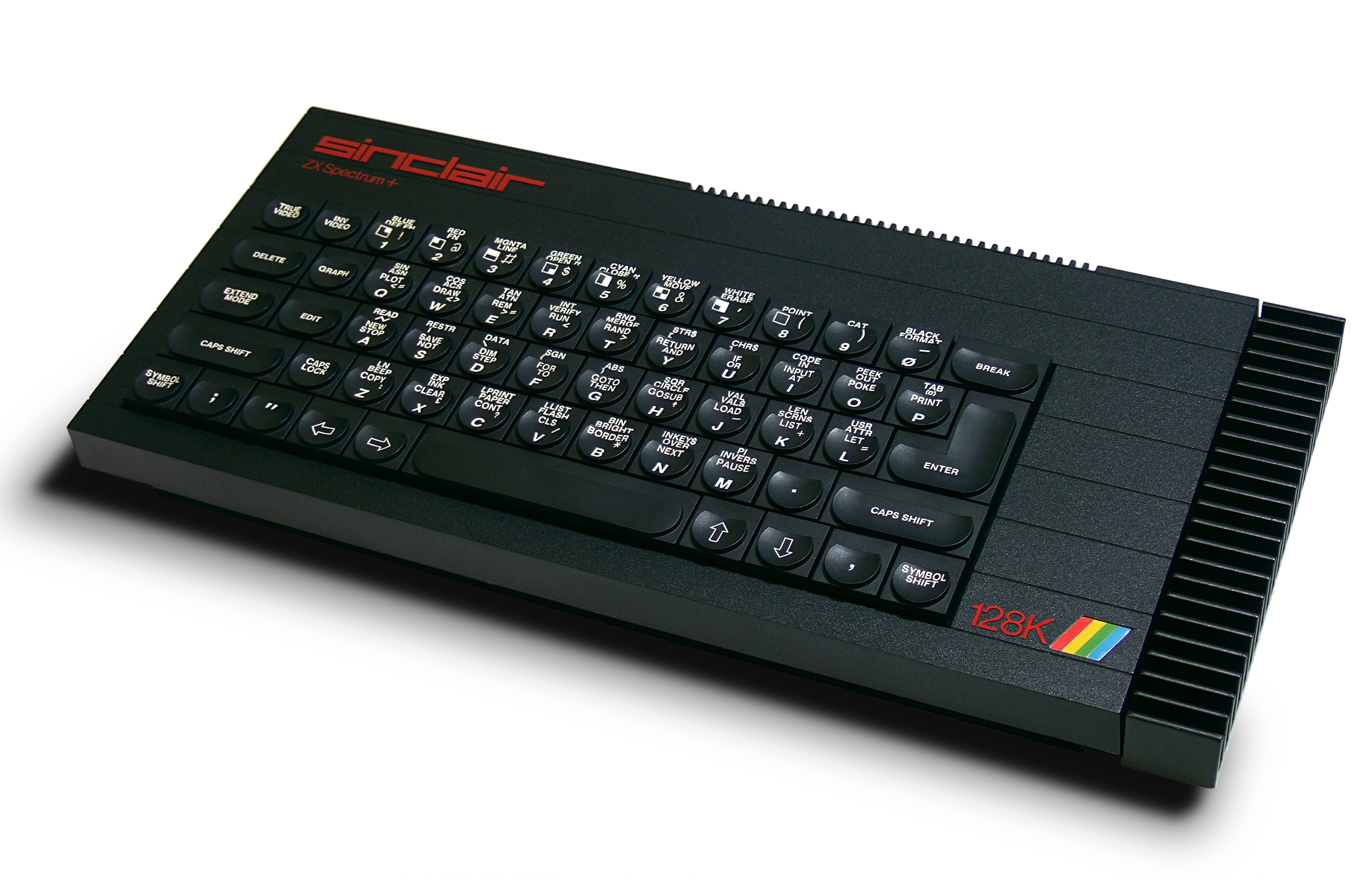
ZX Spectrum 128 (1985)

- Sinclair ZX80 (1980), Folientastatur, helles Gehäuse, auch als Bastelsatz erhältlich
- Sinclair ZX81 (1981), mit schwarzem Gehäuse und Folientastatur, siehe auch Sinclair Computer Logic
- Sinclair ZX Spectrum (1982), zunächst mit 16 kB, später mit 48 kB RAM, Gummitastatur
- Sinclair ZX Spectrum+(1984), immer noch 48 kB RAM, Tastatur mit harten Kappen ab Werk, die bei den folgenden Rechnern beibehalten wurde; ein Resetschalter wurde zugefügt
- Sinclair QL (1984, QL steht für QuantumLeap, Quantensprung), Tastatur, zwei integrierte Microdrive-Laufwerke
- Sinclair Spectrum 128 (1985), gleiche Tastatur wie der Spectrum+, AY-3-8910 Soundchip, optionaler Ziffernblock, Kühlradiator rechts am Gehäuse, 128 kB Speicher, RS-232/MIDI-Anschluss
- Die Nachfolgemodelle der Spectrum-2-Reihe, jeweils mit richtiger Tastatur (mit Kappen), integriertem Kassettenlaufwerk, nach der Übernahme durch Amstrad:
  - Sinclair Spectrum 2 (alle Modelle 1987, Urtyp als einziger mit hellgrauem Gehäuse), Modell +2 a/b, die a/b-Varianten aus anderen Herstellungsorten, mit anderer Platine und anderer Bezeichnung.
  - Sinclair Spectrum +3 (1988) mit integriertem 3″-Diskettenlaufwerk, das auch in Amstrads eigenen Rechnern wie 664 oder 6128 zum Einsatz kam.

## Weitere, spätere Computer
Auf der Basis der Technik des Sinclair QL wurde noch eine Art Telefon-Terminal für Büros entwickelt, produziert und in Großbritannien und Kanada als ICL One Per Desk bzw. BT Merlin Tonto vermarktet. Speziell als Terminal gedacht, mit eingebautem Hörer und spezieller Software, war das Gerät zu den früheren Sinclair-Computern wiederum inkompatibel. Auch hier waren wieder zwei Microdrives eingebaut worden.
Später gab es von der Firma Sinclair noch einen Versuch eines einfachen IBM-Kompatiblen. Der PC200 war ein kleiner Rechner im Tastaturgehäuse, äußerlich damit einem Atari-ST oder Amiga nicht unähnlich. Erweiterungskarten konnten nur bei offenem Gehäuse gesteckt und betrieben werden. Der Rechner wurde auch von Amstrad vermarktet, war aber nach einigen Quellen nicht sonderlich erfolgreich.
Sir Sinclair selbst produzierte unter dem Firmennamen Cambridge Computers später das frühe Notepad Z88, auf das die Amstrad-Modelle NC100 ff. und weitere Nachbaumodelle anderer Hersteller folgten.
Freunde des Retrocomputing können Spiele und Programme für ZX81, ZX Spectrum und QL mit Emulatoren ausführen.

## Sinclair Microdrives
Die ZX Microdrive-Massenspeicher waren miniaturisierte Bandlaufwerke mit Steckmodulen, die ca. 80–100 kB Fassungsvermögen boten. Sie stellten gegenüber den damals im Heimbereich noch üblichen Datasetten einen wesentlichen Vorsprung dar, weil sie die Daten ähnlich schnell und komfortabel übertrugen wie ein Diskettenlaufwerk, die Laufwerke aber erheblich preiswerter waren. Die Steckmodule waren jedoch verschleißanfällig und teuer. Der Siegeszug der Diskettenlaufwerke verdrängte jedoch bald die Microdrives.

## Computer-Zubehör und weitere Sinclair-Erfindungen

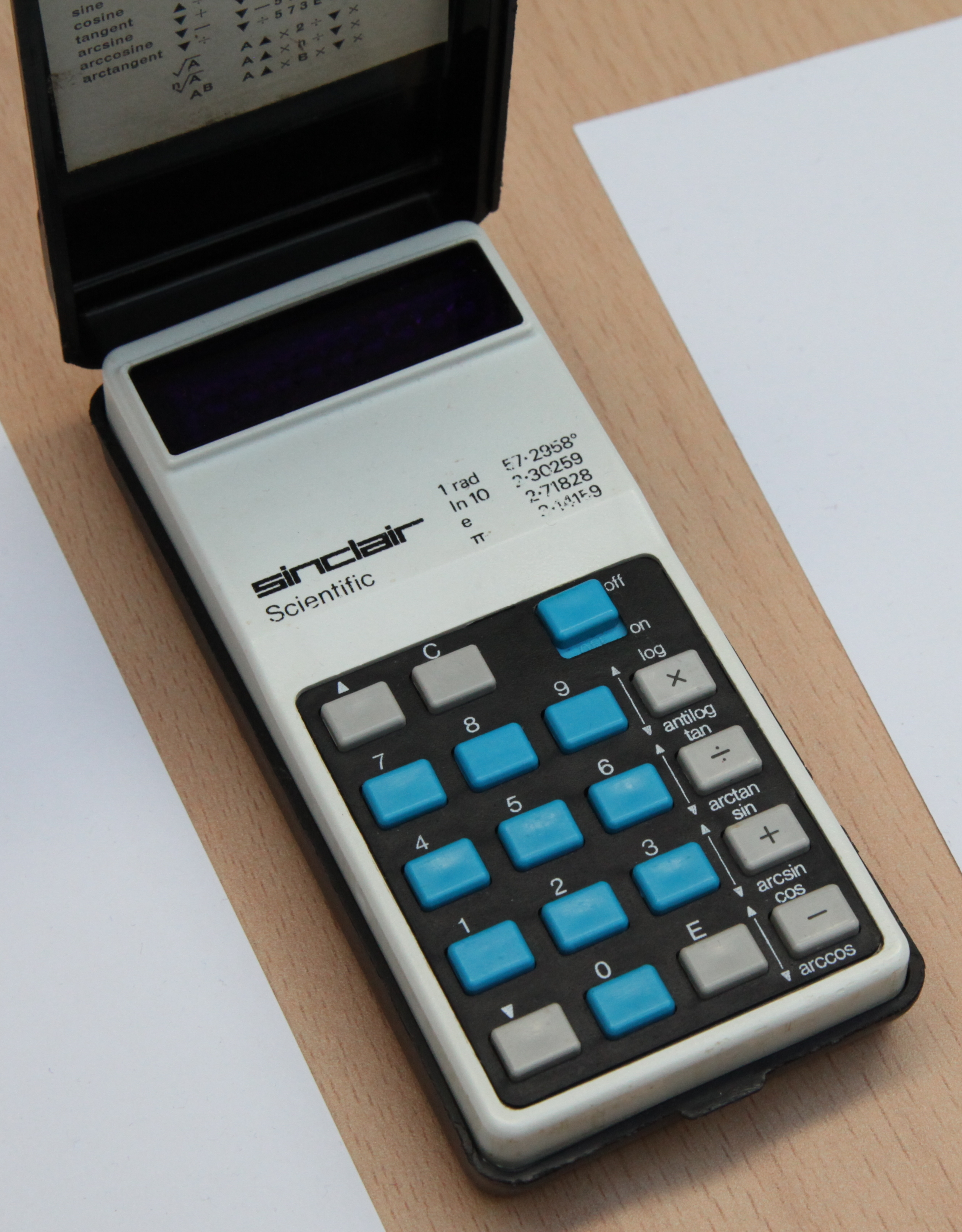
Sinclair Scientific Taschenrechner

Neben den Computern gab es für den Bastler Sinclair weitere interessante Projekte und (oft erfolglose) Produkte. Anbei eine kleine unvollständige Aufzählung:
- ein kleiner Drucker für ZX81 und die Spectrum-Reihe. Zwei umlaufende Kontaktfedern erodierten eine Aluminium-Beschichtung auf speziellem silbernem Papier weg. Das war einfach und billig, aber nicht sehr beständig. Das bedruckte Papier musste oft fotokopiert werden, da sich z. B. Fingerabdrücke schnell einfärbten.
- ein 100-Kbaud-Netzwerk zwischen Sinclair-Computern, im QL bzw. MicroDrive-Adapter fest eingebaut
- ein früher Speicherkarten-Computerspeicher (beim Z88)
- Taschenfernseher in verschiedenen Ausführungen
- ein frühes Taschenradio
- Black Watch, eine frühe Digitalarmbanduhr
- ein Ohrensteckradio, mehrere Ausführungen
- zwei Taschenrechner mit UPN-Eingabe, davon einer programmierbar
- ein erster Armbanduhr-Taschenrechner
- Sinclair C5, ein futuristisches Elektrodreirad mit keilförmiger Kunststoffverkleidung
- eine weitere Art kleiner Unterwassertorpedo für Taucher zusammen mit einer asiatischen Firma
- elektrische Fahrradhilfsmotoren
- elektrische Klapprollstuhl-Hilfsmotoren
- Klappfahrräder (A-bike) bzw. Elektroklappfahrräder
- Sinclair X-1, ein vollverkleidetes Pedelec (angekündigt November 2010 für Juli 2011, jedoch bislang nicht erschienen)
- Scientific, ein Taschenrechner